# Юрков, Иосиф Адрианович
Иосиф Адрианович Юрков — советский хозяйственный, государственный и политический деятель, Герой Социалистического Труда.

## Биография
Родился в 1903 году в Орше. Член КПСС с 1956 года.
С 1920 года — на хозяйственной, общественной и политической работе. В 1920—1971 гг. — каменщик, строитель, производитель работ, начальник строительного участка, руководитель треста «Белкоммунстрой» в Минске, участник Великой Отечественной войны, инженер-строитель квартирно-эксплуатационного отделения интендантского отдела 49-й армии, старший помощник начальника трофейного отдела 49-й армии, заместитель управляющего государственным строительно-монтажным трестом «Белтракторострой», управляющий строительно-монтажным трестом «Автопромстрой» (с 1957 года — строительный трест № 5) Министерства строительства БССР. 
Указом Президиума Верховного Совета СССР от 11 августа 1966 года присвоено звание Героя Социалистического Труда с вручением ордена Ленина и золотой медали «Серп и Молот».
Умер в Минске в 1976 году.